# Gabon na Letnich Igrzyskach Olimpijskich 2024
Gabon na Letnich Igrzyskach Olimpijskich 2024 – występ kadry sportowców reprezentujących Gabon na igrzyskach olimpijskich, które odbyły się w Paryżu we Francji, w dniach 26 lipca – 11 sierpnia 2024.
Reprezentacja Gabonu liczyła pięcioro zawodników – trzy kobiety i dwóch mężczyzn, którzy wystąpili w 4 dyscyplinach.
Był to dwunasty start Gabonu na letnich igrzyskach olimpijskich.

## Reprezentanci

### Judo
| Zawodnik        | Konkurencja | 1/16             | 1/8              | Ćwierćfinał      | Półfinał         | Repasaże         | Finał / 3. miejsce | Finał / 3. miejsce | Źródła |
| Zawodnik        | Konkurencja | Przeciwnik Wynik | Przeciwnik Wynik | Przeciwnik Wynik | Przeciwnik Wynik | Przeciwnik Wynik | Przeciwnik Wynik   | Pozycja            | Źródła |
| --------------- | ----------- | ---------------- | ---------------- | ---------------- | ---------------- | ---------------- | ------------------ | ------------------ | ------ |
| Virginia Aymard | -48 kg (k)  | Narváez P 00–11  | NQ               | NQ               | NQ               | NQ               | NQ                 | NQ                 | [ 1 ]  |

### Lekkoatletyka
| Zawodnik                        | Konkurencja       | Runda 1 | Runda 1 | Runda 2 | Runda 2 | Półfinał | Półfinał | Finał | Finał   | Źródło |
| Zawodnik                        | Konkurencja       | Wynik   | Miejsce | Wynik   | Miejsce | Wynik    | Miejsce  | Wynik | Miejsce | Źródło |
| ------------------------------- | ----------------- | ------- | ------- | ------- | ------- | -------- | -------- | ----- | ------- | ------ |
| Wissy Frank Hoye Yenda Moukoula | bieg na 100 m (m) | 10.59   | 17.     | NQ      | NQ      | NQ       | NQ       | NQ    | NQ      | [ 2 ]  |

### Pływanie
| Zawodnik                      | Konkurencja           | Eliminacje | Eliminacje | Półfinał | Półfinał | Finał | Finał | Źródło |
| Zawodnik                      | Konkurencja           | Czas       | Poz.       | Czas     | Poz.     | Czas  | Poz.  | Źródło |
| ----------------------------- | --------------------- | ---------- | ---------- | -------- | -------- | ----- | ----- | ------ |
| Noëlie Lacour                 | 50 m st. dowolnym (k) | 27.68      | 46.        | NQ       | NQ       | NQ    | NQ    | [ 3 ]  |
| Adam Girard de Langlade Mpali | 50 m st. dowolnym (m) | 28.47      | 68.        | NQ       | NQ       | NQ    | NQ    | [ 4 ]  |

### Taekwondo
| Zawodnik         | Konkurencja | 1/16 finału      | 1/8 finału       | Ćwierćfinał      | Półfinał         | Repesaż          | Finał / 3.miejsce | Finał / 3.miejsce | Źródło |
| Zawodnik         | Konkurencja | Przeciwnik Wynik | Przeciwnik Wynik | Przeciwnik Wynik | Przeciwnik Wynik | Przeciwnik Wynik | Przeciwnik Wynik  | Pozycja           | Źródło |
| ---------------- | ----------- | ---------------- | ---------------- | ---------------- | ---------------- | ---------------- | ----------------- | ----------------- | ------ |
| Emmanuella Atora | -57 kg (k)  | Luo P 0-2        | NQ               | NQ               | NQ               | NQ               | NQ                | 11.               | [ 5 ]  |